# Werner Ipta
Werner Ipta (Wattenscheid, 1942. március 18. – 2019. február 22.) német labdarúgó, csatár.

## Pályafutása

### Klubcsapatban
A Schalke 04 korosztályos csapatában kezdte a labdarúgást, ahol 1960-ban mutatkozott be az első csapatban. 1963–64-ben a Bayern München játékosa volt. 1964 és 1966 között a svájci Grasshopper csapatában szerepelt. 1966 és 1970 között a Hertha, 1970 és 1972 között a Tasmania 1900 Berlin labdarúgója volt.

### A válogatottban
1961–62-ben két alkalommal szerepelt a nyugatnémet U23-as válogatottban.